# 蒂莫·格拉赫
蒂莫·格拉赫（德語：Timo Gerach，1980年6月9日—）是一位德国足球裁判，现注册于西南德足球协会辖下的奎希海姆体育俱乐部（FV Queichheim）。

## 裁判生涯
格拉赫自2010年起成为德国足协的注册主裁判。他代表奎希海姆体育俱乐部执法，并于2011年8月2日在斯图加特二队对阵韦恩威斯巴登的比赛中首次亮相德丙联赛。至2014-15赛季，他升入德乙联赛，此后已经在该级别赛事执法超过74场比赛。其团队还包括助理裁判帕特里克·克塞尔和托比亚斯·恩德里斯。2014-15赛季，格拉赫也首度在德甲联赛担任助理裁判，自此已执法超过96场比赛。自2017年以来，他一直是克里斯蒂安·丁格特团队的一员。
格拉赫于2014年8月17日首度在德国足协杯担任主裁判，执法了伊勒蒂森对阵云达不来梅的第一圈比赛。他自2019-20赛季以来还兼任德甲联赛的视频助理裁判。
2023年1月25日，格拉赫在拜耳勒沃库森对阵波鸿（2-0）的比赛中以主裁判身份执法了他在德的首战。

## 企业生涯
格拉赫拥有企业经济学文凭，并从2008年至2014年在其父母的公司工作。之后他离开公司的运营业务，专注于自己的裁判事业。